# Game Boy Wars
Durante os anos 90, Nintendo lançou uma série de jogos Nintendo Wars para seu console/a de bolso, Game Boy. Estes mudaram pelo tipo de divisão de chão; Famicom Wars era numa divisão quadrada, enquanto Game Boy Wars era numa divisão hexagonal

## Game Boy Wars
Game Boy Wars (ゲームボーイウォーズ, Gēmu Bōi Wōzu) é a segunda parcela dos jogos da série Nintendo Wars, e foi lançado pela Nintendo no dia 21 de maio de 1991, para o Game Boy no Japão. Fora o primeiro da série Nintendo Wars no Game Boy no Japão, onde Famicom Wars era popular.

## Game Boy Wars TURBO
Game Boy Wars TURBO  foi lançado em 24 de Junho de 1997.  Recursou mapas novos, melhor desempenho de, e um I.A. diferente.  Este jogo é único porque quem produziu foi Hudson Soft do que normalmente sendo a Intelligent Systems. 

## Game Boy Wars 2
Game Boy Wars 2 foi lançado em 20 de Novembro de 1998, e recursou um gameplay similar a Game Boy Wars.  Como TURBO, recursou novos mapas, um I.A. diferente, e um uso mais rápido do hardware.  Este jogo tirou a Artileria B por causas desconhecidas. 